# ジェラルディン・ファーラー
ジェラルディン・ファーラー（ファラー、Geraldine Farrar, 本名：アリス・ジェラルディン・ファーラー〈Alice Geraldine Farrar〉、1882年2月28日 - 1967年3月11日）は、アメリカ合衆国のソプラノ歌手・映画女優である。

## 来歴

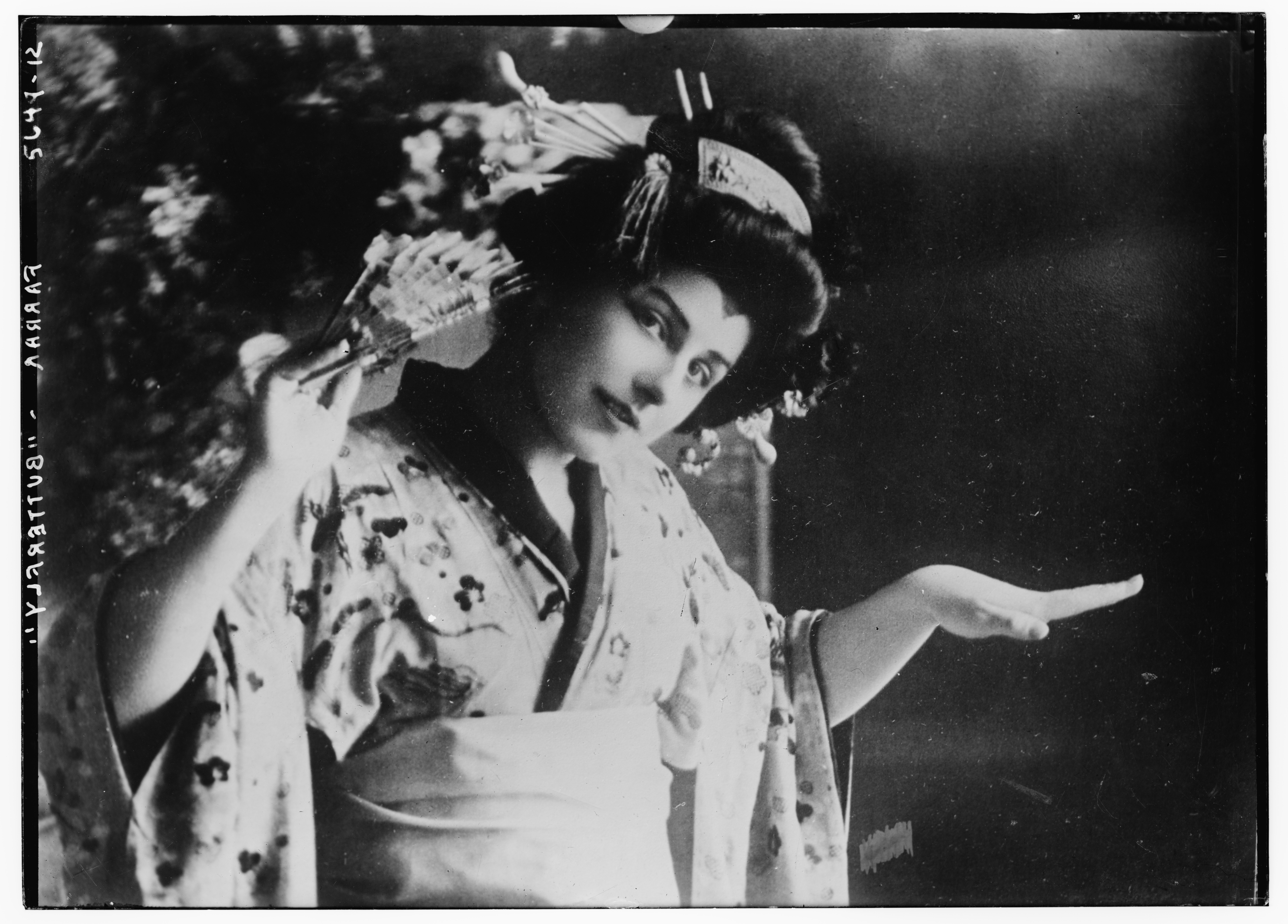
蝶々夫人に扮したファーラー

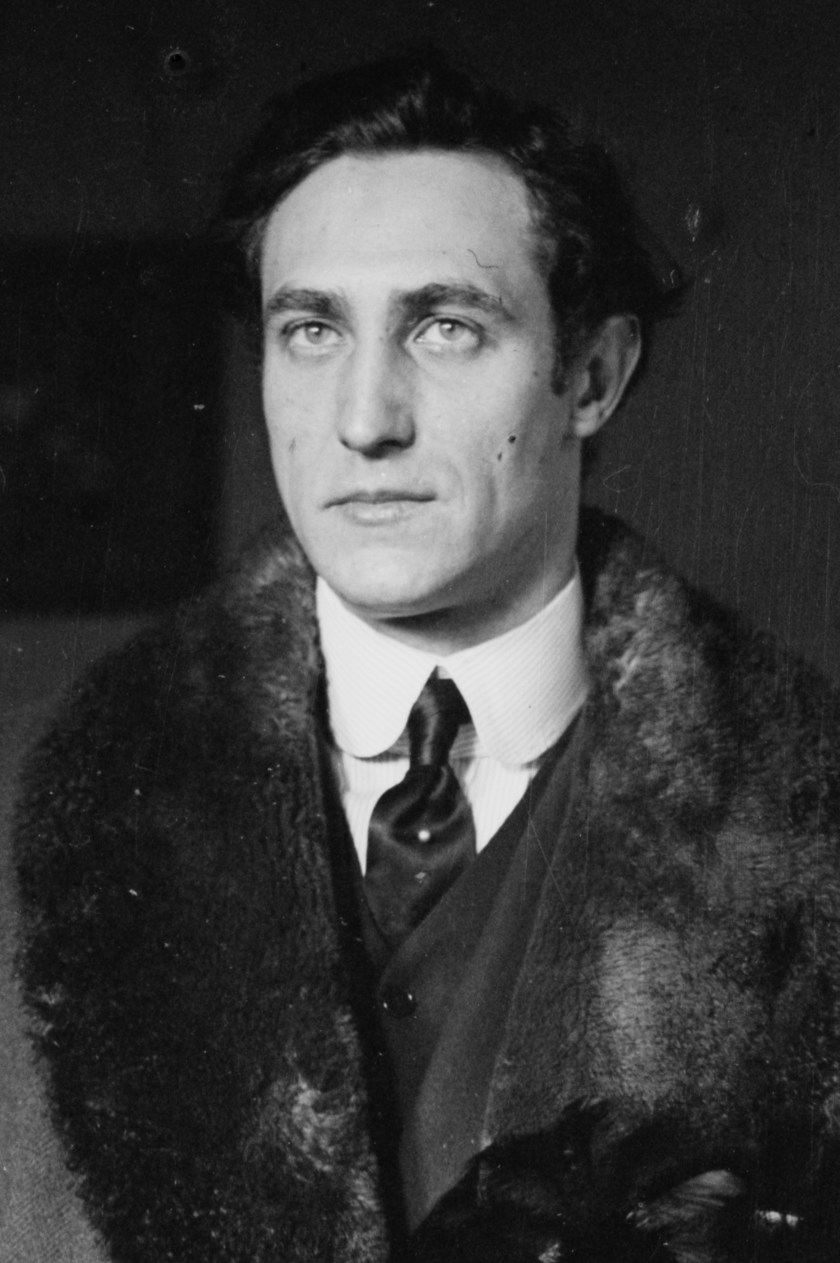
夫のルー・テルゲン。女遊びが理由で離婚。1934年に自殺

マサチューセッツ州メルローズに野球選手の娘として生まれ、5歳から音楽を学ぶ。ヨーロッパに留学後、1901年ベルリン国立歌劇場の『ロメオとジュリエット』ジュリエットを歌ってオペラデビュー、グラモフォン社で、レコードの録音を開始し、黒ラベルレコードで発売された。当時の新人歌手としては発売枚数が多く、そのために1906年には祖国のメトロポリタン歌劇場にジュリエット役で初出演を果たした。これで、アメリカヴィクターの赤盤アーティストとして、赤ラベルレコードの録音発売が開始され、同一資本であったグラモフォン社でも、His Mastor's Voiceレーベルの赤ラベルレコードが発売されはじめることとなり、1907年にはベルリン国立歌劇場で蝶々夫人を演じて大成功をおさめ、ニューヨークに凱旋した。オペラ出演とアメリカヴィクターでのレコーディングのかたわら1915年にはセシル・B・デミル監督の映画『カルメン』に主演している。1916年にサラ・ベルナールの元恋人でオランダ出身の俳優ルー・テルゲンと結婚したが、1923年に離婚。1922年、40歳でオペラの舞台から事実上引退した。電気録音の技術でのレコード作成のため、電気録音のレコードを13面録音した。しばらく未発売であったが、後年製品化されている。その後、有名な指揮者のアルトゥーロ・トスカニーニの愛人となっていたために、トスカニーニはアメリカ合衆国を追放されることとなった。1967年祖国で死去。

## 出演オペラ
- 『ロメオとジュリエット』ジュリエット[4]
- 『ファウストの劫罰』マルグリート[5]
- 『ファウスト』マルグリート[6]
- 『タンホイザー』エリーザベト[7]
- 『蝶々夫人』蝶々さん[8]
- 『道化師』ネッダ[9]
- 『ラ・ボエーム』ミミ[10]
- 『メフィストーフェレ』マルゲリータ[11]
- 『ドン・ジョヴァンニ』ツェルリーナ[12]
- 『椿姫』ヴィオレッタ[13]
- 『ミニョン』ミニョン[14]
- 『カルメン』ミカエラ[15]、カルメン[16]
- 『フィガロの結婚』ケルビーノ[17]
- 『マノン』マノン[18]
- 『ウェルテル』シャルロット[19]
- 『トスカ』トスカ[20]
- 『王子王女』ガチョウ飼い（王女）[21]※世界初演
- 『アリアーヌと青ひげ』アリアーヌ[22]
- 『詮索好きな女たち』ロザウラ[23]
- 『スザンナの秘密』スザンナ[24]
- 『ジュリアン』ルイーズ[25]
- 『マダム・サン＝ジェーヌ（無遠慮夫人）』カテリーナ[26]※世界初演
- 『タイス』タイス[27]
- 『ロドレッタ』ロドレッタ[28]
- 『修道女アンジェリカ』アンジェリカ[29]※世界初演
- 『王妃フィアメット』オルランダ[30]
- 『ザザ』ザザ[31]
- 『ルイーズ』ルイーズ[32]
- 『ナヴァラの娘』アニタ[33]

## 出演映画
- カルメン Carmen (1915)
- 誘惑 Temptation (1915)
- マリア・ローザ Maria Rosa (1916)
- ヂャン・ダーク Joan the Woman (1916)
- 神に見離された女 The Woman God Forgot (1917)
- 悪魔石 The Devil-Stone (1917)
- 明け行く路 The Turn of the Wheel (1918)
- 地獄の猫 The Hell Cat (1918)
- 影 Shadows (1919)
- 最も強き誓 The Stronger Vow (1919)
- 世界と其女 The World and Its Woman (1919)
- 沙漠の情火 Flame of the Desert (1919)
- 新カルメン The Woman and the Puppet (1920)
- 謎の女 The Riddle: Woman (1920)